# Becoming (canción)
Becoming es una canción de la banda texana de Groove metal Pantera, presente en su séptimo álbum, Far Beyond Driven, y siendo el último sencillo sacado de este. En la canción, el guitarrista Darrell usa un pedal Digitech Whammy, así como también cabe destacar el uso de un doble bombo extensivo por parte del batería Vinnie. Además la canción usa una afinación poco corriente, mezclando simultáneamente afinación -D y Eb.

## Letra
La letra habla sobre la juventud del vocalista Phil Anselmo, en la que describe esta época de su vida como una época de maltrato y abandono, y demostrando lo fuerte y amargo que fue en el momento de su lanzamiento.
- Datos: Q1093563